# Wincrange
Wincrange (luxembourgsk: Wëntger) er en kommune og et byområde i Luxembourg. Kommunen, som har et areal på 113,36 km², ligger i kantonen Clervaux i distriktet Diekirch. I 2005 havde kommunen 3.504 indbyggere. 
50°03′12″N 5°54′52″Ø / 50.0533°N 5.9144°Ø